# William Haurowitz
William Selly Haurowitz (4. august 1847 i Trondhjem – 10. januar 1908 i Hillerød) var en norsk-dansk brygmester og bryggeridirektør.
William Haurowitz var direktør for E.C. Dahls Bryggeri i Trondhjem, da han den 1. oktober 1887 fik stillingen som direktør for Bryggeriet i Rahbeks Allé. Ved dannelsen af De forenede Bryggerier, som Rahbeks Allé-bryggeriet blev en del af, fik Haurowitz i 1891 posten som adm. direktør for hele det nye aktieselskab. Han var også formand for Dansk Bryggeriforening.
Men i 1899 henvendte samtlige ledende funktionærer sig til bestyrelsen. De ville opsige deres stillinger, da de ikke havde tillid til den administrerende direktørs ledelse. Haurowitz måtte gå af og overlade posten til Tuborgs direktør Benny Dessau.
Han var Ridder af Dannebrog og 20. marts 1896 var han blevet etatsråd.